# Haus Frankreich-Dreux
Das Haus Frankreich-Dreux war eine französische Adelslinie.

## Geschichte
Sie war eine Nebenlinie der Kapetinger, die von Robert I. begründet wurde, einem Sohn des Königs Ludwig VI. von Frankreich, dem dieser 1132 die Grafschaft Dreux übergab. Die agnatische Hauptlinie der Familie erlosch 1345 beim Tod von Peter von Dreux, wonach die Grafschaft Dreux schließlich über die Ehe seiner Schwester an das Haus Thouars fiel.
Eine bedeutende Nebenlinie der Familie wurde von Peter Mauclerc, dem zweitgeborenen Enkel Roberts I. begründet. Dieser heiratete 1213 die Erbin des Herzogtums Bretagne. Seine Nachkommen regierten bis 1514 und stellen die letzte Herzogsdynastie der Bretagne dar. Seit Peters Urenkel Arthur II. von Bretagne durch Ehe auch die Grafschaft Montfort-l’Amaury erwarb, wird dessen Nachkommenlinie auch Dreux-Montfort genannt. Mit Franz II. von Bretagne starb die Familie in männlicher Linie 1488 aus, seine Tochter und Erbin Anne de Bretagne, die Ehefrau der französischen Könige Karl VIII. und Ludwig XII. brachte über ihre Tochter Claude de France (die Ehefrau des Königs Franz I.) die Bretagne an Frankreich.

## Grafen von Dreux
1. Robert I. der Große (* wohl 1123; † 11. Oktober 1188), 1132–1184 Graf von Dreux und Le Perche, 1152 Graf von Braine, ⚭ I 1139/1141 Agnès de Garlande (* wohl 1122; † 1143), Tochter des Anseau de Garlande, Graf von Rochefort; ⚭ II um 1144 Havise von Évreux (* wohl 1118; † 1152), Tochter des Walter von Évreux, Earl of Salisbury (Erstes Haus Salisbury); ⚭ III Ende 1152 Agnès de Baudement (* wohl 1130; † zwischen 1202 und 11. Juli 1218), Erbtochter von Guy de Baudemont, Graf von Braine (Haus Baudement) → Vorfahren siehe Kapetinger 
  1. (1) Simon, * 1141, † vor 1144
  2. (2) Adèle; * 1144/45, † vor 1210, ⚭ I nach 1156 Valéran III., Graf von Breteuil (Haus Le Puiset); ⚭ II 1161/62 Guy II, Herr von Châtillon und Montjay, † 1170/72 (Haus Châtillon); ⚭ III Jean I. de Thorotte, † 1176/77, Kastellan von Noyon (Haus Thorotte); ⚭ IV vor 1183, Raoul I. de Nesle, Graf von Soissons, † 1235 (Haus Nesle)
  3. (3) Robert II. der Jüngere (* wohl 1154; † 1218), 1184 Graf von Dreux und Braine, ⚭ I 1178, getrennt 1181, Mathilde von Burgund (* 1150; † 1192), Tochter von Raimund von Burgund, Graf von Grignon, und Agnes von Montpensier, ⚭ II 1184 Yolande de Coucy (* 1164; † 1222), Tochter von Raoul I. de Coucy (Haus Boves) und Agnes von Hennegau.
    1. Robert III. Gasteblé (* wohl 1185; † 1234), 1218 Graf von Dreux und Braine
      1. Johann I. (* wohl 1215; † 1249), 1234 Graf von Dreux und Braine
        1. Robert IV. (* wohl 1241; † 1282), 1249 Graf von Dreux und Braine
          1. Yolande (* wohl 1263; † 1322), 1311 Gräfin von Montfort-l’Amaury; ⚭ I 1285 Alexander III., 1249 König von Schottland; † 1286; ⚭ II 1292 Arthur II., 1305 Herzog von Bretagne; † 1312
          2. Johann II. (* wohl 1265; † 1309), 1282 Graf von Dreux, Braine, Montfort-l’Amaury und Joigny; ⚭ 1292 Jeanne de Beaujeu, Tochter von Humbert II. de Beaujeu, Connétable von Frankreich (Haus Beaujeu)
            1. Robert V. (* wohl 1293; † 1329), 1309 Graf von Dreux, 1309–23 Graf von Braine
            2. Johann III. (* wohl 1295; † 1331), 1329 Graf von Dreux
            3. Peter (Pierre) (* wohl 1298; † 1345), 1331 Graf von Dreux
              1. Johanna I. (* 1345; † 1346), 1345 Gräfin von Dreux

            4. Johanna II. (* wohl 1309; † um 1355), 1345 Gräfin von Dreux

        2. Yolande (* 1243; † 1274), ⚭ I Amaury II. de Craon († 1269) (Haus Craon); ⚭ II Johann II. von Trie (X 1302), Graf von Dammartin
        3. Johann (* 1245), seit 1275 Tempelritter

      2. Robert I. (* 1217; † 1264), Vizegraf von Beu und Châteaudun; ⚭ vor 1253 Clémence, Vizegräfin von Châteaudun († vor 1. Februar 1259), Tochter von Gottfried VI., Vizegraf von Châteaudun, und Clémence des Roches
        1. Alix (* 1255; † um 1296), Vizegräfin von Châteaudun, ⚭ Raoul II. de Clermont, Herr von Nesle
        2. Clémence (* 1257; † um 1300), ⚭ I Gauthier III. de Nemours (Le Riche); ⚭ II Jean des Barres
        3. Isabella (* 1264; † 1300), ⚭ Walter V. von Châtillon, Graf von Porcéan
        4. Robert II. (* 1265; † 1306), Vizegraf von Beu, Graf von Squillace
          1. Robert III. (* 1288; † 1351), Vizegraf von Beu, Großmeister von Frankreich
            1. Robert IV. (* 1317; † 1366), Vizegraf von Beu
              1. Robert V. (* 1339; † vor 1366), Herr von Bagneux
              2. Johann (* 1340; † 1366), Vizegraf von Beu

            2. Robert VI. (* 1348; † 1396), Vizegraf von Beu

    2. Peter Mauclerc (* wohl 1191; † 1250), 1213 Herzog von Bretagne, 1229 Graf von Richmond, 1230/35 Graf von Penthièvre; ⚭ 1213 Alix von Thouars (* 1201; † 1221), 1213 Herzogin von Bretagne, Erbtochter des Guido von Thouars, 1199 Regent der Bretagne, und Konstanze, Herzogin von Bretagne (Haus Thouars) → Nachkommen siehe unten
    3. Heinrich, * wohl 1193; † 1240, 1227 Erzbischof von Reims
    4. Johann von Braine (* wohl 1198; † 1239), 1229 Graf von Vienne und Mâcon; ⚭ 1218/27 Alix, Tochter des Grafen Gerald II.

  4. (3) Robert II., * 1154 † 1218, Graf von Dreux und Braine
  5. (3) Heinrich (Henri), * 1155 † 1199, Bischof von Orléans
  6. (3) Alix, * 1156 † nach 1217, ⚭ 1174 Raoul I., * 1135 † 1191, Herr von Coucy (Haus Boves)
  7. (3) Philipp (Philippe) (* 1158; † 1217), Bischof und Graf von Beauvais
  8. (3) Isabella/Elisabeth, * 1160 † 1239, ⚭ 1178 Hugues III. de Broyes, † 1199 (Maison de Broyes)
  9. (3) Peter (Pierre), * 1161, † 1186
  10. (3) Wilhelm (Guillaume), * 1163 † nach 1189, Herr von Braye, Torcy und Chilly
  11. (3) Johann (Jean), * 1164 † nach 1189
  12. (3) Massilie, * 1166, † 1200
  13. (3) Margarete (Marguerite), * 1167, geistlich

## Herzöge von Bretagne
1. Peter Mauclerc (* wohl 1191; † 1250), 1213 Herzog von Bretagne, 1229 Graf von Richmond, 1230/35 Graf von Penthièvre; ⚭ 1213 Alix von Thouars (* 1201; † 1221), 1213 Herzogin von Bretagne, Erbtochter des Guido von Thouars, 1199 Regent der Bretagne, und Konstanze, Herzogin von Bretagne (Haus Thouars) → Vorfahren siehe oben
  1. Johann I. der Rote (* 1217; † 1286), 1237 Herzog von Bretagne, 1272 Graf von Penthièvre; ⚭ Blanche von Champagne († 1263), Tochter des Theobald I., König von Navarra, Graf von Champagne
    1. Johann II. (* 1239; † 1305), 1286 Herzog von Bretagne, 1268 Graf von Richmond; ⚭ 1260 Beatrix von England, * 1242; † 1277, Tochter des Königs Heinrich III.
      1. Arthur II. (* 1262; † 1312), 1275–1301 Vizegraf von Limoges, 1286 Graf von Richmond, 1305 Herzog von Bretagne, Graf von Penthièvre, 1311 Graf von Montfort; ⚭ I 1275 Marie (* 1260; † 1291), Vizegräfin von Limoges, Erbtochter von Guido VI. (Haus Comborn); ⚭ II wohl 1292 Yolande von Dreux († 1322), Gräfin von Montfort-l’Amaury, Tochter des Grafen Robert IV. (siehe oben)
        1. Johann III. (* 1286; † 1341), 1312 Herzog von Bretagne, 1312–17 Graf von Penthièvre, 1301–14 und 1328–41 Vizegraf von Limoges, 1334 Graf von Richmond; ⚭ I 1297 Isabella von Valois (* 1292; † 1309), Tochter des Karl I., Graf von Valois; ⚭ II 1310 Isabella von Kastilien (* 1283; † 1328), 1312–14 und 1317–28 Vizegräfin von Limoges, Tochter des Sancho IV., König von Kastilien; ⚭ III 1329 Johanna von Savoyen (* wohl 1310; † 1344), Tochter des Grafen Eduard
        2. Guido (* 1287; † 1331), 1314–17 Vizegraf von Limoges, 1317 Graf von Penthièvre
          1. Johanna die Lahme (* 1319; † 1384), 1341–64 Herzogin von Bretagne, 1341–69 Vizegräfin von Limoges, 1331 Gräfin von Penthièvre; ⚭ wohl 1337 Karl von Blois (X 1364), 1341–64 Herzog von Bretagne, Graf von Penthièvre etc.

        3. Johann IV. von Montfort (* 1295; † 1345), 1322 Graf von Montfort, 1341 Herzog von Bretagne, Graf von Richmond; ⚭ Johanna von Flandern (* wohl 1395; † 1374), Tochter des Grafen Ludwig I. von Nevers und Rethel
          1. Johann V. (* 1340; † 1399), Graf von Montfort, Herzog von Bretagne, Graf von Richmond; ⚭ I 1355 Maria von England (* 1344; † 1362), Tochter des Königs Eduard III.; ⚭ II 1366 Jane Holland (* wohl 1350; † 1384), Tochter von Thomas Holland, 1. Earl of Kent (Haus Holland); ⚭ III 1386 Johanna von Navarra (* wohl 1370; † 1437), Tochter des Königs Karl II. von Navarra, Regentin von Bretagne 1399–1402
            1. Johann VI. (* 1389; † 1442), Herzog von Bretagne etc; ⚭ 1396 Johanna von Frankreich (* 1391; † 1433), Tochter des Königs Karl VI.
              1. Franz I. (* 1414; † 1450), 1442 Herzog von Bretagne, Graf von Richmond, Graf von Montfort; ⚭ I 1431 Yolande von Anjou (* 1412; † 1440), Tochter des Herzogs Ludwig II.; ⚭ II Isabelle Stuart, * 1426; † 1494/99, Tochter von Jakob I. König von Schottland
                1. Margarete (* wohl 1443; † 1469); ⚭ 1455 Franz II. († 1488), 1458 Herzog von Bretagne etc. (siehe unten)

              2. Peter II. (* 1418; † 1457), 1450 Herzog von Bretagne
              3. Ägidius (Gilles) (* wohl 1420; † 1450)

            2. Maria (* 1391; † 1446); ⚭ wohl 1398 Johann I. († 1415), 1414 Herzog von Alençon
            3. Arthur III. (* 1393; † 1458), 1393 Graf von Richmond, Graf von Dreux, Graf von Montfort, 1423 Regent von Frankreich, Herzog von Touraine etc., 1457 Herzog von Bretagne, Connétable von Frankreich; ⚭ 1423 Margarete von Burgund († 1441), 1424 Herzogin von Guyenne, Tochter des Herzogs Johann Ohnefurcht (Haus Burgund);
            4. Richard (* 1395; † 1438), 1421 Graf von Étampes; ⚭ 1423 Margarete von Orléans (* 1406; † 1466), Tochter des Herzogs Ludwig von Orléans
              1. Katharina (* wohl 1428; † vor 1476); ⚭ wohl 1438 Wilhelm VII. († 1475), Fürst von Orange
              2. Franz II. (* 1433; † 1488), 1458 Herzog von Bretagne, etc., Graf von Richmond, Graf von Montfort, Graf von Étampes, Graf von Dreux; ⚭ I 1455 Margarete von Bretagne (* 1443; † 1469), Tochter des Herzogs Franz I. (siehe oben); ⚭ II 1471 Margarete von Foix († 1486), Tochter des Grafen Gaston IV.
                1. Franz (* und † 1463), Graf von Montfort
                2. Anne (* 1477; † 1514), 1488 Herzogin von Bretagne; ⚭ I 1491 Karl VIII. († 1498), 1483 König von Frankreich; ⚭ II 1499 Ludwig XII. († 1515), 1498 König von Frankreich

            5. Blanche; ⚭ 1407 Jean IV. († 1450/51) Graf von Armagnac (Haus Lomagne)

          2. Johanna (* wohl 1341; † wohl 1399), 1397/98 Gräfin von Richmond

      2. Johann (* 1266; † 1334), 1305 Graf von Richmond
      3. Eleonore (Aliénor) (* 1275; † 1342), 1304 Äbtissin von Fontevrault

    2. Alix * 1243; † 1288; ⚭ 1254 Johann von Châtillon; † 1279, Graf von Blois, Dunois und Chartres

  2. Yolande (* 1218; † 1272) 1235 Gräfin von Penthièvre, 1250–66 Regentin von La Marche; ⚭ 1235 Hugo XI. von Lusignan († 1250), Graf von La Marche und Angoulême